# Molly Hannis
Molly Catherine Hannis (* 13. März 1992 in Santa Rosa, Kalifornien) ist eine ehemalige Schwimmerin aus den Vereinigten Staaten. Sie erhielt zweimal Gold und zweimal Bronze bei Weltmeisterschaften auf der 25-Meter-Bahn. Bei Panamerikanischen Spielen gehörte sie einmal zur siegreichen Staffel.

## Sportliche Karriere
Molly Hannis studierte von 2011 bis 2015 an der University of Tennessee und schwamm für deren Schwimmteam. Danach trainierte sie bei den Tennessee Aquatics.
Hannis nahm sowohl 2008 als auch 2012 an den US Olympic Trials teil, konnte sich aber nicht qualifizieren. Bei der Universiade 2015 in Gwangju wurde Hannis Sechste über 200 Meter Brust. Bei den Olympischen Spielen 2016 in Rio de Janeiro trat Hannis ebenfalls über 200 Meter Brust an. Nachdem sie im Vorlauf die zwölftbeste Zeit geschwommen war, schied sie im Halbfinale als 16. aus.
Ende 2016 bei den Kurzbahnweltmeisterschaften in Windsor belegte Hannis über 50 Meter Brust den dritten Platz hinter ihrer Landsfrau Lilly King und der Jamaikanerin Alia Atkinson. Über 100 Meter Brust siegte Atkinson vor King und Hannis. Hannis erreichte auch das Finale über 200 Meter Brust und belegte den achten Rang. In der 4-mal-50-Meter-Lagenstaffel schwammen im Vorlauf Ali De Loof, Molly Hannis, Sarah Gibson und Katrina Marie Konopka die zweitschnellste Zeit hinter den Kanadierinnen. Im Endlauf siegten Ali De Loof, Lilly King, Kelsi Worrell und Katrina Marie Konopka mit über zwei Sekunden Vorsprung vor den Italienerinnen und den Däninnen, das kanadische Quartett belegte den vierten Platz. Alle sechs beteiligten Schwimmerinnen aus den Vereinigten Staaten erhielten eine Goldmedaille. In der 4-mal-100-Meter-Lagenstaffel waren Hellen Stewart Moffitt, Molly Hannis, Sarah Gibson und Amanda Weir die schnellste Vorlaufstaffel. Im Finale schwammen Ali De Loof, Lilly King, Kelsi Worrell und Mallory Comerford fast fünf Sekunden schneller und siegten vor den Kanadierinnen und den Australierinnen.
Drei Jahre später bei den Panamerikanischen Spielen 2019 in Lima belegte Hannis den sechsten Platz über 100 Meter Brust in einem Rennen, das ihre Landsfrau Annie Lazor gewann. Die 4-mal-100-Meter-Lagenstaffel gewann mit Phoebe Bacon, Annie Lazor, Kendyl Stewart und Margo Geer. Auch Hannis erhielt eine Goldmedaille, da sie im Vorlauf geschwommen war.
2021 konnte sich Hannis nicht noch einmal für die Olympischen Spiele qualifizieren.